# Hirondelle à dos blanc
Cheramoeca leucosterna
Genre
Espèce
Synonymes
- Cheramoeca leucosternus

Statut de conservation UICN

 LC  : Préoccupation mineure
L'Hirondelle à dos blanc (Cheramoeca leucosterna) est une hirondelle endémique d'Australie, seule espèce du genre Cheramoeca. Elle est monotypique (non subdivisée en sous-espèces).

## Description
Cette hirondelle de moyenne taille mesure 15 cm pour un poids de 12 à 15 g, elle présente un plumage de couleur particulière : au lieu d'avoir les parties supérieures foncées et le dessous de couleur claire comme la plupart des autres membres de la famille, cette hirondelle affiche des teintes inversées, c'est-à-dire un dessus partiellement blanc et des parties inférieures noirâtres.
Le front, les parties extérieures du capuchon, le manteau, la gorge, le haut de la poitrine, les axillaires et les couvertures sous-alaires sont blanc pur. Le centre du capuchon est gris-brun foncé. Les plumes de la calotte ont des centres sombres et des bordures pâles, ce qui lui donne un aspect légèrement écaillé. La partie située entre le bec et les yeux est noire, mais se poursuit en formant une bande gris-brun qui traverse la face et les couvertures auriculaires jusqu'à l'arrière du cou.
Le reste des parties supérieures ainsi que le bas de la poitrine, l'abdomen et les sous-caudales sont noirs avec de légers reflets bleus.
Les scapulaires, les couvertures alaires, les ailes et la queue fortement fourchue sont brun noirâtre.
Le bec est noir, les iris brun foncé. Les pattes et les pieds sont gris-brun. Le mâle et la femelle sont identiques. Les juvéniles sont plus ternes et plus bruns avec un peu de lustre. Les parties blanches du plumage sont plus chamoisées et l'aspect écaillé du capuchon est moins visible, si bien qu'on a l'impression qu'il y a une simple ligne blanche au-dessus des yeux. Les plumes des ailes et des sus-caudales ont des liserés pâles et les rectrices extérieures sont plus brèves.

## Comportement

### Alimentation
Très peu de renseignements sont disponibles. Les hirondelles à dos blanc consomment principalement des insectes qu'elles capturent en vol. La plus grande partie du menu est constituée de coléoptères.
Lorsque les conditions atmosphériques sont très mauvaises, que le froid et les pluies persistent pendant plusieurs semaines et que les insectes deviennent extrêmement rares, les hirondelles à dos blanc adoptent une disposition très rare qui a été décrite par Congreve en 1972 : même en plein jour, les oiseaux trouvent refuge dans les terriers et se mettent en état de torpeur, les yeux fermés, les ailes et les pattes collées le long du corps. Leur plumage devient extrêmement terne, comme si l'ensemble des fonctions étaient ralenties.

### Reproduction
La période de nidification se déroule de juillet ou août jusqu'à décembre. Elle commence juste après la saison des pluies dans les régions arides. Il n'y a habituellement qu'une nichée par an. En matière de site, ces hirondelles choisissent généralement des berges sableuses de rivière, des remblais, des galeries de mines, des fosses, des gravières ou des sommets de collines qui possèdent des versants sableux. Elles utilisent également des terriers de bandicoots ou de rat-kangourous. Elles creusent habituellement leur propre tunnel mais il leur arrive également d'occuper des galeries abandonnées qui ont été creusées par d'autres espèces.
Le tunnel mesure environ 6 centimètres de diamètre et 60 cm de longueur, mais des galeries d'1 mètre de long ont déjà été trouvées. Une large chambre de ponte dans laquelle le nid est établi est creusée à la fin du tunnel. Le nid peu profond a la forme d'une coupe. C'est un amas d'herbes sèches et de feuilles auxquelles sont ajoutées des algues, des fines radicelles et d'autres matériaux en fonction de leur disponibilité locale.
La ponte comprend 4 ou 5 œufs, de couleur blanche et légèrement brillants. Ils mesurent environ 17 mm sur 12 et pèsent approximativement 1 gramme et demi. Des pontes de 9 œufs ont déjà été répertoriées, mais celles-ci sont vraisemblablement le résultat de 2 femelles déposant leurs œufs dans le même nid.

## Répartition et habitat

### Répartition
Les hirondelles à dos blanc sont endémiques du continent australien. Elles nichent dans les régions occidentales et méridionales ainsi que dans l'intérieur du pays. Depuis un passé très récent, leur aire de distribution s'est agrandi en direction de l'est, vers le sud-est du Queensland et les Nouvelles-Galles du Sud.

### Habitat
Les hirondelles à dos blanc peuvent être trouvées dans toutes sortes d'habitats ouverts. Elles apprécient notamment les rivières et les cours d'eau qui proposent des berges sableuses et des conditions favorables pour la nidification. On peut occasionellement les observer dans des contrées arides. Par contre, elles ont tendance à éviter les forêts sauf quand celles-ci ont été éclaircies et qu'elles sont pourvues de pentes sableuses utiles pour la reproduction. Les hirondelles à dos blanc recherchent parfois leur nourriture au-dessus des vasières.